# Catscratch
Catscratch is een Amerikaanse tekenfilmserie gemaakt door Doug TenNapel.

## Verhaal
De serie gaat over drie katten met ieder een eigen uitermate bijzondere persoonlijkheid die doldwaze avonturen beleven,
met het geld dat ze hebben geërfd van hun eigenaresse.
Dit doen ze met onder andere hun butler Hovis en het mensenkind Kimberly (die door de katten Mens Kimberly genoemd wordt).
Catscratch werd in Nederland uitgezonden op Nickelodeon.

## Hoofdpersonages
Meneer Blik
De arrogantste van de drie. Hij heeft altijd de grootste ideeën en de grootste mond ook commandeert hij graag de anderen. Maar diep van binnen is hij zachtaardig.
Hij is egaal zwart en heeft gele ogen. Tegelijkertijd heeft hij ook (bijna) altijd pech omdat hij zelf een zwarte kat is.
Gordon Quid
De slimste van de drie. Hij is heel bedachtzaam en afwachtend.
Gordon heeft een rood-oranje vlek op zijn hoofd en dito kleur staart. Hij heeft echter geen staart maar een stompje, hier is hij niet blij mee en schaamt zich er eigenlijk voor. Hij heeft groene ogen. Ook spreekt af en toe met een Schots accent. (aye ed.)
Hij is verliefd op de mens Kimberly. Reageert allergisch op broccoli en chocolade.
Waffel
De domste van de drie en tegelijkertijd ook de allerliefste.
Waffel is grijs, heeft witte ogen en heeft opmerkelijke achterover hangende oren.
Als hij vrolijk is roept hij uit het niets gewoon: 'Splee!' (spreek uit als 'Splie!')
Hovis
De butler van de katten. Hij doet alles wat ze zeggen en hij staat ze bij.
Hovis heeft één keer geklaagd en dat heeft tot heel wat oproer gezorgd. Hovis is altijd bloedserieus. De katten laten hem graag de meest bizarre klussen doen (bijvoorbeeld de opritlaan stofzuigen en van kauwgom ontdoen).
Kimberly
Een van de weinige menselijke vrienden van de katten. Kimberly is een meisje van vermoedelijk acht jaar.
Gordon is verliefd op Kimberly. Omdat ze een mens is wordt ze door de katten als 'Mens Kimberly' aangesproken.
De Klierkoppen
Dit zijn de aartsvijanden van de broertjes. Ze komen vaak voor in de serie.
Mevr. Crandilly
De overleden eigenares van het huis, de katten en Hovis. Ze heeft alles nagelaten aan de katten inclusief Hovis.

## Engelse stemmen
- Meneer Blik – Wayne Knight
- Gordon Quid – Rob Paulsen
- Waffel – Kevin McDonald
- Hovis – Maurice LaMarche
- Kimberly – Liliana Mumy

## Nederlandse nasynchronisatie
- Meneer Blik – Marcel Jonker
- Gordon Quid – Thijs van Aken
- Waffel – Rob Pelzer
- Hovis – Jan Nonhof
- Kimberly – Kirsten Fennis
- De Klierkoppen – Bas Keijzer/Mitchell van den Dungen Bille/?
- Mevr. Crandilly – ?